# Dominik Kaľata
Dominik Kaľata (19. května 1925, Nowa Biała, Polsko – 24. srpna 2018) byl slovenský římskokatolický kněz, který se stal biskupem skryté církve a po své emigraci z Československa působil jako pomocný biskup v Rakousku.

## Život
Základní školu navštěvoval ve své rodné obci, která od roku 1920 patřila do Polska, i když její obyvatelé byli slovenské národnosti. V roce 1939 byla obec připojena ke Slovensku. Kaľata vystudoval gymnázium v Levoči. Po maturitě, 31. července 1943 vstoupil do Tovaryšstva Ježíšova. Noviciát absolvoval v Ružomberku v letech 1943–1945. Ke studiu filozofie byl představenými jezuitů poslán do Děčína, kde pobýval v letech 1947–1950. Zde ho zastihla osudná noc z 13. na 14. dubna 1950, známá pod názvem Akce K, kdy komunistická moc zlikvidovala mužské kláštery v Československu. Kaľata byl s ostatními řeholníky odvlečen do internačního tábora v Bohosudově. Jako politicky nespolehlivý (z pohledu komunistického režimu) sloužil následně tři a půl roku v armádě u tzv. pomocných technických praporů (PTP). Během tohoto období tajně dokončil teologické studium a 12. srpna 1951 byl tajně vysvěcený na kněze.
Na biskupa byl, opět tajně, vysvěcen 9. září 1955, biskupem Jánem Chryzostomem Korcem. V lednu 1960 byl zatčen a odsouzen na 4 roky vězení. Po několika měsících mu však byl zbytek trestu prominut v rámci tehdejší všeobecné amnestie. Po propuštění na svobodu pracoval jako elektrikář, ale přitom pokračoval ve svém prvotním poslání – tajné pastoraci. Světil kněze a tajně vysvětil na biskupa Petera Dubovského. V roce 1963 byl opět zatčen a odsouzen na čtyři roky vězení. Trest měl být zvýšený i o amnestované roky z předcházejícího rozsudku. Na svobodu byl propuštěn v květnu 1968. Státní souhlas k výkonu duchovenské činnosti nedostal a musel tedy nadále pracoval v dělnické profesi ve slévárně.
V březnu 1969 emigroval do Rakouska, kde si doplnil studia na teologické fakultě v Innsbrucku. Tam pokračoval i v postgraduálním studiu a v roce 1974 získal doktorát teologie. Určitý čas vykonával funkci představeného v domě slovenských jezuitů v Staufene-Grunerne v Německu.
V roce 1976 se stal pomocným biskupem v arcidiecézi Freiburg im Breisgau. V letech 1991–1992 přednášel teologii v Kněžském semináři biskupa Jána Vojtaššáka ve Spišském Podhradí a do roku 2005 na Teologické fakultě Trnavské univerzity v Bratislavě. Jako emeritní freiburský pomocný biskup žil v seniorátě jezuitské komunity v Ivance pri Dunaji.